# Shell 43
Pour plus de détails, voir Fiche technique et Distribution.
Shell 43 est un film américain réalisé par Reginald Barker, sorti en 1916.

## Fiche technique
- Titre : Shell 43
- Réalisation : Reginald Barker
- Scénario : C. Gardner Sullivan
- Production : Thomas H. Ince
- Pays d'origine : États-Unis
- Format : Noir et blanc - 1,33:1 - Film muet
- Genre : drame
- Durée : 50 minutes
- Date de sortie : 1916

## Distribution
- H. B. Warner : William Berner
- Enid Markey : Adrienne von Altman
- John Gilbert : l'espion britannique
- George Fisher : Lieutenant Franz Hollen
- Margaret Thompson : Helen von Altman
- Louise Brownell : Baronne von Altman
- J.P. Lockney : Agent des services secrets allemand
- Charles K. French : Commandant allemand